# Pajewo-Króle
Pajewo-Króle es un pueblo de Polonia, en Mazovia.  Se encuentra en el distrito (Gmina) de Opinogóra Górna, perteneciente al condado (Powiat) de Ciechanów. Se encuentra aproximadamente a 8 km al sureste de Opinogóra Górna, 13 km al este de Ciechanów, y a 74 km  al norte de Varsovia. 
Entre 1975 y 1998 perteneció al voivodato de Ciechanów.